# Маасейк

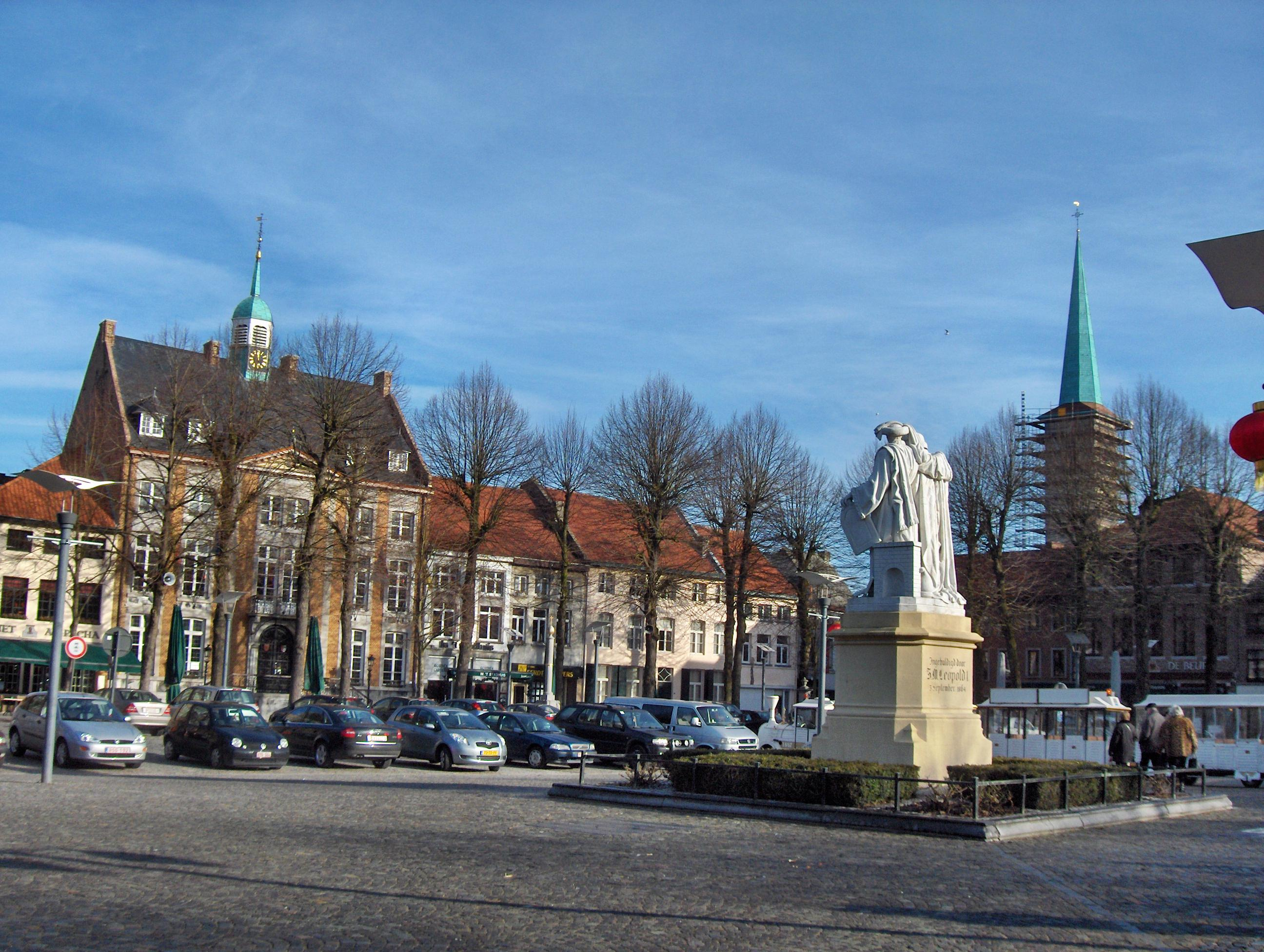
Пам'ятник братам ван Ейкам, вдалині церква Св. Катерини. Центральна площа. Маасейк

Маасейк — місто і громада, розташована у бельгійській провінції Лімбург. Місто розташоване на річці Маас, на кордоні з Нідерландами. Муніципалітет Маасейк включає місто Маасейк і села Нерутерен і Опутерен. Місто Маасейк включає села Алденейк, Геппенерт, Вюрфелд, Вен і Гремелсло.
Серед цікавинок міста — церква Святої Катерини та пам'ятник братам ван Ейкам.